# الآن وللأبد (رواية)
الآن وللأبد هي إحدى روايات الروائية الأمريكية دانيال ستيل (بالإنجليزية Now and Forever) وهي من الروايات الرومانسية.

## نبذة قصيرة
تدور أحداث الرواية عن زوجين يعيشان معا في سعادة لسبع سنوات ويترك الزوج عمله المضجر بناء على رغبة زوجته ليصبح كاتبا ويتفرغا لحياتهما كما تمنياها لكنه ينزعج من اعتماده المالي على زوجته ويقوم بتصرفات طائشة تقلب كل شيء خططا له رأسا على عقب.